# Az ikrek visszavágnak
Az ikrek visszavágnak (eredeti cím: Twin Town) 1997-ben bemutatott angol morbid vígjáték, filmszatíra.

## Cselekmény
A walesi városkában egy tetőfedő munka közben megsérül. Munkaadója nem hajlandó kártérítést fizetni neki, ezért a mesterember fiai – akit a helyiségben ikrekként emlegetnek – bosszút forralnak. Zaklatni kezdik a smucig alakot. Az ikrekre állított korrupt zsaruk tévedésből kiirtják a fiúk családját, s az ártatlan fenyegetősdi gyilkos indulatba csap át.

## Szereplők
| Színész         | Szerep           | Magyar hang    |
| --------------- | ---------------- | -------------- |
| Llŷr Ifans      | Julian Lewis     | Boros Zoltán   |
| Rhys Ifans      | Jeremy Lewis     | Lux Ádám       |
| Dorien Thomas   | Greyo            | Barbinek Péter |
| Dougray Scott   | Terry Walsh      | Galambos Péter |
| Buddug Williams | Mr. Mort         |                |
| Ronnie Williams | Mrs. Mort        |                |
| Huw Ceredig     | Fatty Lewis      | Kránitz Lajos  |
| Rachel Scorgie  | Adie Lewis       | Györgyi Anna   |
| Di Botcher      | Jean Lewis       | Zsurzs Kati    |
| Brian Hibbard   | Duda             | Kassai Károly  |
| Morgan Hopkins  | Köcsög           | Csuja Imre     |
| Sion Tudor Owen | Dewi             | Papp János     |
| William Thomas  | Bryn Cartwright  | Kautzky Armand |
| Jenny Evans     | Bonny Cartwright | Madarász Éva   |
| Sue Roderick    | Sue Cartwright   | Vándor Éva     |